# 劉軌
劉軌（？—404年），表字不詳，兗州東平郡人。東晉時期將領，官至冀州刺史。因討伐桓玄失敗而北逃至南燕，在南燕官至司空。後涉及劉敬宣、高雅之謀殺慕容德事而被殺。

## 生平
太元二年（377年），謝玄就任兗州刺史，鎮守廣陵（今江蘇揚州市），大舉招集兵勇以應付北方前秦的軍事威脅。劉軌就因驍勇而獲選。這些人就成為後來的北府軍。劉軌後任冀州刺史。元興元年（402年），桓玄大殺劉牢之麾下的北府舊將，其中包括劉軌的弟弟劉襲及劉季武。劉軌於是聯結司馬休之、劉敬宣及高雅之等人共據山陽，打算起兵反抗桓玄，但最終失敗，被逼北走南燕。
劉軌在南燕甚得南燕皇帝慕容德寵信，官至司空。元興三年（404年），高雅之等人勾結青州大姓及鮮卑豪帥，謀刺慕容德，並推宗室司馬休之為主。高雅之想邀劉軌同謀，但劉敬宣警告說：「劉公衰老，有安齊之志，不可告也。」結果高雅之還是說了，劉軌果然不肯，密謀亦敗露，劉軌被收捕及處死，高雅之出逃亦為追兵所殺，司馬休之及劉敬宣敗回到東晉。

## 家庭
- 劉襲，劉軌弟，劉牢之參軍。
- 劉季武，劉襲弟。